# Adil Jelloul
Adil Jelloul (* 14. Juli 1982 in Ifrane) ist ein ehemaliger marokkanischer Radrennfahrer.
2002 wurde Adil Jelloul zum ersten Mal marokkanischer Meister im Straßenrennen. 2007 gewann er sowohl die Tour du Sénégal und die Tour du Faso, 2009 die Tour of Rwanda. 2011 sowie 2012 gewann er die Gesamtwertung der UCI Africa Tour. Bei den Panarabischen Spielen errang er zwei Goldmedaillen, eine im Straßenrennen und eine zweite im Mannschaftszeitfahren.
Bis 2016 wurde Jelloul sechsmal marokkanischer Meister im Straßenrennen.

## Erfolge

### Straße
2002
- Marokkanischer Meister – Straßenrennen

2004
- eine Etappe Tour du Maroc

2007
- Marokkanischer Meister – Straßenrennen
- Gesamtwertung Tour du Sénégal
- Gesamtwertung und eine Etappe Tour du Faso

2008
- Marokkanischer Meister – Straßenrennen

2009
- eine Etappe Tour du Maroc
- Marokkanischer Meister – Straßenrennen
- Gesamtwertung und zwei Etappen Tour of Rwanda

2010
- eine Etappe Tour du Mali

2011
- Les Challenges Phosphatiers-Challenge Youssoufia
- Marokkanischer Meister – Straßenrennen
- Gesamtwertung UCI Africa Tour
- Afrikameisterschaft – Mannschaftszeitfahren
- Panarabische Spiele – Mannschaftszeitfahren
- Panarabische Spiele – Straßenrennen

2013
- Les Challenges de la Marche Verte – GP Oued Eddahab
- Challenge du Prince – Trophée Princier
- Gesamtwertung UCI Africa Tour

2014
- Marokkanischer Meister – Straßenrennen

2016
- eine Etappe La Tropicale Amissa Bongo Ondimba
- Gesamtwertung und Mannschaftszeitfahren Sharjah International Cycling Tour

### Mountainbike
- Afrikameisterschaft – Marathon

## Teams
- 2014 Skydive Dubai Pro Cycling Team
- 2015 Skydive Dubai-Al Ahli Club
- 2016 Skydive Dubai-Al Ahli Club